# Xiatang (sockenhuvudort i Kina, Jiangxi Sheng, lat 28,62, long 118,10)
Xiatang (kinesiska: 下塘) är en sockenhuvudort i Kina. Den ligger i provinsen Jiangxi, i den sydöstra delen av landet, omkring 220 kilometer öster om provinshuvudstaden Nanchang. Antalet invånare är 20 111. Befolkningen består av 9 792 kvinnor och 10 319 män. Barn under 15 år utgör 29,0 %, vuxna 15-64 år 62 %, och äldre över 65 år 8,0 %.
Runt Xiatang är det tätbefolkat, med 411 invånare per kvadratkilometer. Närmaste större samhälle är Huanggu, 12,1 km väster om Xiatang. Trakten runt Xiatang består till största delen av jordbruksmark.
Genomsnittlig årsnederbörd är 2 636 millimeter. Den regnigaste månaden är juni, med i genomsnitt 506 mm nederbörd, och den torraste är oktober, med 38 mm nederbörd.